# Miss Universe 1956

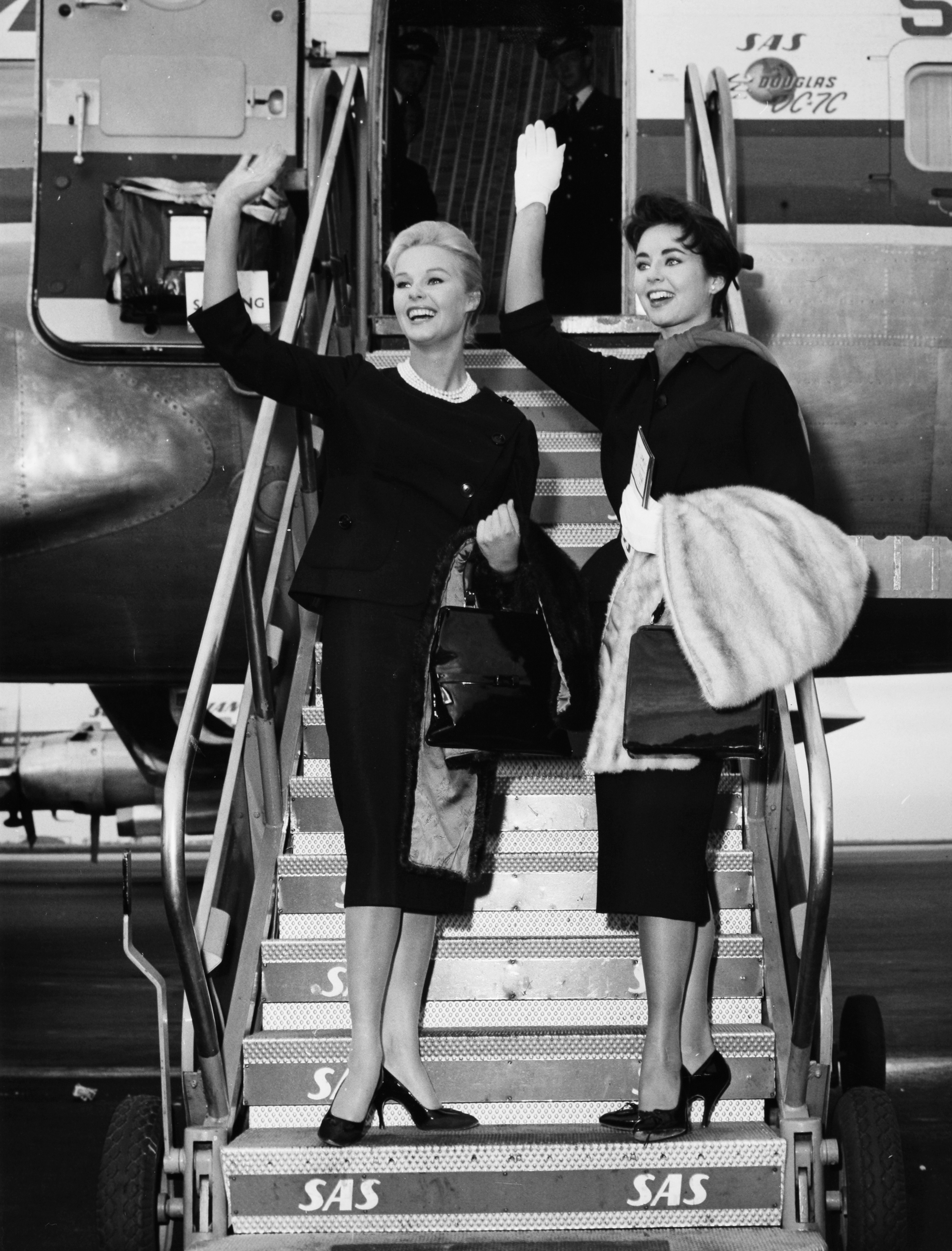
Carol Morris und Ingrid Goude

Der Wettbewerb um die 5. Miss Universe mit 30 Teilnehmerinnen fand am 20. Juli 1956 im Long Beach Convention Center in Long Beach im US-Bundesstaat Kalifornien statt. Die 19-jährige Carol Morris war die zweite amerikanische Vertreterin (modisch gestaltet als "Miss USA"), die den Wettbewerb gewann. Wie es bei der Veranstaltung üblich ist, wurde sie von ihrer unmittelbaren Vorgängerin, der Schwedin Hillevi Rombin, gekrönt.
| Land                  | Schreibweise bei Pageantopolis | Schreibweise in der Heimatsprache | Teilnahme an weiteren Wettbewerben |
| --------------------- | ------------------------------ | --------------------------------- | ---------------------------------- |
| Platzierungen         |                                |                                   |                                    |
| 1. Vereinigte Staaten | Carol Ann Laverne Morris       | Carol Morris                      |                                    |
| 2. BR Deutschland     | Marina Orschel                 | Marina Orschel                    |                                    |
| 3. Schweden           | Ingrid Goude                   | Ingrid Goude                      |                                    |
| 4. England            | Iris Alice Kathleen Waller     | Iris Alice Kathleen Waller        |                                    |
| 5. Italien            | Rossana Galli                  | Rossana Galli                     |                                    |
| Top 15                |                                |                                   |                                    |
| Argentinien           | Ileana Carré                   | Ileana Carré                      |                                    |
| Belgien               | Lucienne Auquier               | Lucienne Auquier                  |                                    |
| Frankreich            | Anita Treyens                  | Anita Treyens                     |                                    |